# Karin Fossum
Pour les articles homonymes, voir Fossum.
Karin Fossum, née le 6 novembre 1954 à Sandefjord dans le sud de la Norvège, est une écrivaine norvégienne.

## Biographie
Karin Mathisen est née le 6 novembre 1954 à Sandefjord. Elle vit actuellement avec ses deux filles à Tyrifjorden dans la région d'Oslo.
Karin Mathisen fait ses débuts avec la poésie. Son premier recueil de poésie, Kanskje I Morgen, lui vaut le prix des débutants Tarjei Vesaas (en) en 1974. Elle publie ensuite les recueils de poèmes Med ansiktet i skygge en 1978, I et annet lys e 1992 et Soylen en 1994,.
Elle travaille quelque temps dans des hôpitaux, des maisons de soins infirmiers et à la réhabilitation de toxicomanes.
Durant les années 1990, elle publie également d'autres romans comme De Gales Hus en 1999, sur une institution psychiatrique, Jonas Eckel en 2002, Natt til fjerde november en 2003 et Brudd en 2006.
En 1995, Karin Fossum se lance dans le roman policier avec Evas øye et devient une référence dans le genre. Dans son pays, on la surnomme « la reine du crime » ; ses romans remportent toujours un vif succès et lui valent de nombreuses récompenses.
Les romans policiers de Karin Fossum privilégient l'analyse psychologique et la description des modes de vie et des questions sociales,.
Plusieurs de ses romans ont été adaptés au cinéma ou à la télévision.

## Œuvre

### SérieInspecteur Sejer et Skarre
- (no) Evas øye (1995) Publié en français sous le titre L'Œil d’Ève, Paris, Odin, coll. Énigme, 1999, réédition Paris, Points Policiers, 2001.
- (no) Se deg ikke tilbake! (1996) Publié en français sous le titre Ne te retourne pas !, Paris, Odin, coll. Énigme, 2002, réédition Paris, Points Policiers, 2003.
- (no) Den som frykter ulven (1997) Publié en français sous le titre Celui qui a peur du loup, Paris, JC Lattès, 2005, réédition Paris, J'ai Lu Policier, 2006.
- (no) Djevelen holder lyset (1998) Publié en français sous le titre Le diable tient la chandelle, Paris, JC Lattès, 2006, réédition Paris, J'ai Lu Policier, 2007.
- (no) Elskede Poona (2001) Publié en français sous le titre La Mort indienne, Paris, JC Lattès, 2007, réédition Paris, J'ai Lu Thriller, 2009.
- (no) Svarte sekunder (2002) Publié en français sous le titre Secondes Noires, Paris, JC Lattès, 2008, réédition Paris, Points Policiers, 2012.
- (no) Drapet på Harriet Krohn
- (no) Den son elsker noe annet (2007)
- (no) Den onde viljen (2008)
- (no) Varsleren (2009) Publié en français sous le titre L'Enfer commence maintenant, Paris, Seuil, 2012.
- (no) Carmen Zita og døden (2013)
- (no) Helvetesilden  (2014)
- (no) Hviskeren (2016)

### Autres romans, recueil de nouvelles et de poésie
- (no) Kanskje i morgen (1974)
- (no) Med ansiktet i skyggen (1978)
- (no) I et annet lys (1992)
- (no) Søylen (1994)
- (no) De gales hus (1999)
- (no) Jonas Eckel (2002)
- (no) Natt til fjerde november (2003)
- (no) Brudd (2006)
- (no) Jeg kan se i mørket (2011)
- (no) Natten er et annet land (2012)
- (no) En mørk fløytetone: festskrift til Karin Fossum (2014)
- (no) Vi som er døde (2015)

## Adaptations

### Au cinéma
- 1999 : Evas øye, film norvégien réalisé par Berit Nesheim, d'après le roman éponyme.
- 2004 : Den som frykter ulven, film norvégien réalisé par Erich Hörtnagl.
- 2007 : La Fille du lac (La ragazza del lago) réalisé par Andrea Molaioli, avec Giulia Michelini et Toni Servillo.
- 2008 : De Gales Hus réalisée par Eva Isaksen, d'après le roman éponyme, avec Ingrid Bolsø Berdal et Thorbjørn Harr.

### À la télévision
- 2000 : Sejer - se deg ikke tilbake : téléfilm norvégien, d'après le roman éponyme.
- 2002 : Sejer – Djevelen holder lyset : téléfilm norvégien, d'après le roman éponyme.
- 2006 : Sejer – Svarte secunder : téléfilm norvégien, d'après le roman éponyme.

## Récompenses notables
- 1974 : Prix des débutants Tarjei Vesaas (en)pour Kanskje i morgen[2]
- 1996 : Prix Riverton pour Se deg ikke tilbake! (Ne te retourne pas !)[2]
- 1997 : Prix Clé de verre  pour Se deg ikke tilbake! (Ne te retourne pas !)[2]
- 1997 : Bokhandlerprisen pour Den som frykter ulven (Celui qui a peur du loup)[2]
- 2000 : Prix Brage pour Elskede Poona [2]
- 2002 : Prix Martin-Beck pour Svarte sekunder (Secondes Noires)[2]
- 2003 : Prix Cappelen [2]
- 2007 : Los Angeles Times Book Prize pour LElskede Poonaa (Mort indienne)[2]
- 2007 : Gumshoe Awards (en) , Meilleur Roman Policier Européen pour Når djevelen holder lyset (Le diable tient la chandelle)
- 2013 : Prix Amalie Skram pour l'ensemble de son œuvre[2]
- 2014 : Prix Riverton pour Helvetesilden[2]